# Barcs
Barcs (in croato Barča, in tedesco Bartsch o anche Draustadt) è una città di 11.792 abitanti situata nella contea di Somogy, nell'Ungheria meridionale.

## Storia
Nei suoi pressi si trovava l'antico castrum romano di Annamatia almeno fin dall'epoca dei Flavi.

## Amministrazione

### Gemellaggi
- Sinsheim, Germania
- Odorheiu Secuiesc, Romania
- Virovitica, Croazia
- Želiezovce, Slovacchia